# Bathypyura asymetrica
Bathypyura asymetrica är en sjöpungsart som beskrevs av Monniot 1971. Bathypyura asymetrica ingår i släktet Bathypyura och familjen lädermantlade sjöpungar. Inga underarter finns listade.